# Frank Cioffi
Frank Cioffi (* 11. Januar 1928 in New York City, Vereinigte Staaten; † 1. Januar 2012 in Canterbury, England) war ein britischer Philosoph US-amerikanischer Herkunft.

## Leben
Nach dem Tod seiner Eltern wuchs der 1928 in New York City geborene Cioffi bei seiner Großmutter auf. Nach seinem Schulabschluss war er ab 1946 als Soldat der United States Army bei den Besatzungstruppen in Japan eingesetzt. In den frühen 1950er Jahren studierte er in Paris und Oxford Philosophie und Psychologie. Von 1956 bis 1965 war er als Dozent in Singapur tätig.
Er kehrte nach Großbritannien zurück und wurde Philosophiedozent an der neugegründeten University of Kent. Von 1974 bis zu seiner Emeritierung 1994 lehrte er als Professor für Philosophie an der University of Essex. Danach lebte er in Canterbury.
Ein Schwerpunkt seiner Arbeit war die kritische Auseinandersetzung mit den Lehren Sigmund Freuds, welche er als pseudowissenschaftlich betrachtete.

## Werke
- (als Herausgeber): Freud. Modern judgements, 1973
- Freud and the question of pseudoscience, 1998 (ISBN 0-8126-9385-X)
- Wittgenstein on Freud and Frazer, 1998 (ISBN 0-521-62624-2)